# A Pequena Sereia (trilha sonora de 2023)
The Little Mermaid (2023 Original Motion Picture Soundtrack) é o álbum da trilha sonora da adaptação live-action da animação da Disney de nome homônimo, lançado originalmente em 1989. A trilha apresenta as canções do filme original e mais três canções escritas pelo compositor do filme original Alan Menken, Howard Ashman e Lin-Manuel Miranda, e a banda sonora cinematográfica por Menken. Em 19 de maio de 2023, a trilha foi lançada digitalmente e, em 26 de maio, fisicamente, para CD e vinil, por meio da Walt Disney Records. Uma versão estendida do álbum foi disponibilizada na mesma data, junto à banda sonora completa. As edições em outros idiomas, incluindo a brasileira e a portuguesa, acompanharam o lançamento digital da original.

## Fundo
Em 17 de maio de 2017, Alan Menken, quem anteriormente compôs e co-escreveu as canções para o filme original, foi anunciado que retornaria como compositor do remake e que escreveria novas canções junto ao produtor Lin-Manuel Miranda. Três meses após o ocorrido, Menken afirmou que seu trabalho na música do filme havia sido colocado em espera por conta dos horários de Miranda e Marc Platt com Mary Poppins Returns. Em 20 de maio de 2019, Menken confirmou que A Pequena Sereia seria seu mais novo projeto, seguido ao lançamento da adaptação live-action de Aladdin, e, em 9 de julho, ele e Miranda começaram a trabalhar nas novas canções para o filme. Ao substituir o letrista do filme original, o falecido Howard Ashman, Miranda sentiu que "[ele] definitivamente ficará abaixo" do trabalho de Ashman, argumentando que "ninguém consegue escrever como ele". Em 16 de janeiro de 2020, Helle Bailey confirmou que a canção "Part of Your World", do filme original, aparecerá no remake. Em 10 de fevereiro de 2020, Miranda revelou que Menken escreveu quatro novas canções para o filme. Foi dito por Menken, em 19 de fevereiro de 2021, que as novas canções seriam uma "mistura" de seus estilos e de Miranda. Ele explicou que as músicas apresentariam "alguns raps" na veia dos trabalhos anteriores de Miranda, bem como um estilo mais próximo de seu trabalho habitual.
Em 22 de setembro de 2021, Menken se sentou com o podcast Disney's For Scores e confirmou que o filme contará com quatro novas músicas. Ele também lembrou que Miranda estava "intimidado" pela perspectiva de seguir os passos do falecido Howard Ashman, o letrista que trabalhou com Menken para escrever as músicas do filme original. Em 24 de novembro de 2021, em uma recente entrevista com Collider, Miranda falou sobre sua admiração pela A Pequena Sereia e como Ashman e Menken ajudaram a moldar sua infância.

"Ah, cara. Grande parte do meu trabalho em A Pequena Sereia foi a realização de um desejo. Na verdade, não escrevi nenhuma música nova para Sebastian o Caranguejo porque gosto muito de suas músicas. Eu pensava: 'Não posso. Não, eu não. Não posso fazer isso". Consegui escrever para alguns dos outros personagens do filme. Todas as músicas que você ama em A Pequena Sereia ainda estão em A Pequena Sereia, nós apenas encontramos alguns novos momentos para musicalizar. Isso é realmente complicado."— Lin-Manuel Miranda
Em 20 de janeiro de 2022, Halle conversou com Stylecater, dizendo que ela estava muito emocionada enquanto filmava "Part of Your World". Ela comentou:

"Foi realmente surreal filmar. Foi muito emocionante para mim. Foram três dias intensos em que estive em todos os lugares. Eu estava chorando o tempo todo porque pensava: 'Que diabos?' Todos nós estamos ligados a essa música e ela significa muito para cada um de nós."— Halle Bailey
Em 17 de fevereiro de 2022, Miranda revelou, durante uma entrevista em um podcast com Variety, que uma das novas canções para o filme live-action, "For the First Time", aparecerá no filme quando Ariel estiver em terra em forma humana. Ele também revelou que o ator Daveed Diggs deveria fazer o rap no filme. Isto foi confirmado mais tardem em 31 de março de 2023 por Menken, revelando o título da nova canção que é "The Scuttlebutt". Ele descreveu o rap como uma música "maluca" para a tentativa de Sabidão e Sebastião "...descobrir o que está acontecendo porque eles escutaram rumores que o príncipe decidiu se casar. Eles acharam que seria com Ariel, mas é claro que seria a Úrsula em sua forma como Vanessa. É tudo dessa imaginação deliciosa. As letras do Lin são de morrer."
Depois, Menken forneceu mais detalhes sobre novas músicas, revelando que a primeira das quatro, que foram escritas durante o desenvolvimento do filme, era uma músilo solo para o Príncipe Eric, "Wild Unchartered Waters", resultado da procura de Marshall por "...uma nova música para esse momento de ondas e toda a selvageria do que há no oceano... [Ariel] representava isso para [Príncipe Eric]; ela sendo a garota que salvou a vida dele. Filmes live-actions são, na verdade, um meio para o diretor." Depois ele revelou que a quarta canção não foi concluída para a versão final e que seria uma nova canção para o Rei Tritão intitulada "Impossible Child", pois ele e os cineastas acharam que "dramaturgicamente" não era necessári, mas disse que a música seria lançada ao público em uma data posterior, possivelmente no lançamento do filme em mídia doméstica. A música foi apresentada como uma faixa adicional em uma versão física da trilha sonora lançada como uma exclusividade da HSN. Algumas das letras de "Poor Unfortunate Souls" e "Kiss the Girl" também foram atualizadas, com Menken explicando que, no caso de "Kiss the Girl", foi porque "as pessoas ficaram muito sensíveis à ideia de que [o príncipe Eric] iria, de alguma forma, se forçar em cima de [Ariel]", enquanto que, no caso de "Poor Unfortunate Souls", foi por causa de "... falas que poderiam fazer com que as meninas sentissem que não deveriam falar fora de hora, embora Úrsula esteja claramente manipulando Ariel para que ela desista de sua voz".
Pela primeira vez em uma remake live-action das animações de musicais de Disney, duas canções do filme original foram cortadas: "Daughters of Triton," vocalizado pelas irmãs de Arial e "Les Poissons," vocalizado pelo personagem que o chefe francês de Eric, Chef Louis, que também foi cortado do filme. Menken explicou os motivos para cortar o primeiro, dizendo que "não parecia necessário", dada a nova abordagem que os cineastas deram às irmãs, e que eles queriam que o filme começasse "com uma sensação muito mais de live-action do oceano e do encontro com Ariel, e então esperamos um pouco, fazemos você esperar até chegarmos a 'Part of Your World'. E acho que essa foi uma escolha incrível, porque ela aumenta o poder e a expectativa".

## Lançamento
O álbum da trilha sonora foi disponibilizado para pré-salva e pré-encomenda em 13 de março de 2023 e será lançado digitalmente em 19 de maio de 2023 e em CD e vinil físicos em 26 de maio de 2023, pela Walt Disney Records. A edição estendida da trilha sonora com a trilha original completa de Menken também foi lançada na mesma data. A versão de Bailey para "Part of Your World" foi lançada single, para dowload digital, em 26 de abril de 2023, uma semana antes do lançamento do vila, junto à sua versão coreana por Danielle do NewJeans. Bailey apresentou a música ao vivo, em uma performance não competitiva, no episódio "Disney Night" da 21ª temporada do American Idol em 14 de maio de 2023.

## Alistamento de faixas
| The Little Mermaid (2023 Original Motion Picture Soundtrack) |                                       |                           |                                                                    |         |  |
| N.º                                                          | Título                                | Compositor(es)            | Interpretada por                                                   | Duração |  |
| 1.                                                           | "Triton's Kingdom"                    |                           | Alan Menken                                                        | 2:32    |  |
| 2.                                                           | "Part of Your World"                  | Menken Howard Ashman      | Halle Bailey                                                       | 3:34    |  |
| 3.                                                           | "Fathoms Below"                       | Menken Ashman             | Jonah Hauer-King, John Dagleish, Christopher Fairbank & Assembleia | 1:28    |  |
| 4.                                                           | "Part of Your World (Reprise)"        | Menken Ashman             | Bailey                                                             | 2:37    |  |
| 5.                                                           | "Under the Sea"                       | Menken Ashman             | Daveed Diggs & Elenco                                              | 3:04    |  |
| 6.                                                           | "Wild Uncharted Waters"               | Menken Lin-Manuel Miranda | Hauer-King                                                         | 2:59    |  |
| 7.                                                           | "Poor Unfortunate Souls"              | Menken Ashman Miranda     | Melissa McCarthy                                                   | 4:42    |  |
| 8.                                                           | "For the First Time"                  | Menken Miranda            | Bailey                                                             | 4:42    |  |
| 9.                                                           | "Kiss the Girl"                       | Menken Ashman Miranda     | Diggs, Awkwafina, Jacob Tremblay & Assembleia                      | 3:16    |  |
| 10.                                                          | "The Scuttlebutt"                     | Menken Miranda            | Awkwafina & Diggs                                                  | 3:16    |  |
| 11.                                                          | "Eric's Decision"                     |                           | Menken                                                             | 2:21    |  |
| 12.                                                          | "Vanessa's Trick"                     |                           | Menken                                                             | 1:03    |  |
| 13.                                                          | "Part of Your World (Reprise II)"     | Menken Ashman Miranda     | Bailey                                                             | 1:33    |  |
| 14.                                                          | "Kiss the Girl (Island Band Reprise)" |                           | Menken                                                             | 2:17    |  |
| 15.                                                          | "Finale"                              |                           | Menken                                                             | 2:25    |  |
| Duração total:                                               | Duração total:                        | Duração total:            | Duração total:                                                     | 40:00   |  |

| The Little Mermaid (2023 Original Motion Picture Soundtrack) - edição deluxe |                                       |                    |                                                                    |         |  |
| N.º                                                                          | Título                                | Compositor(es)     | Interpretada por                                                   | Duração |  |
| 1.                                                                           | "Triton's Kingdom"                    |                    | Alan Menken                                                        | 2:32    |  |
| 2.                                                                           | "Part of Your World"                  | Ashman Miranda     | Halle Bailey                                                       | 3:34    |  |
| 3.                                                                           | "Fathoms Below"                       | Ashman             | Jonah Hauer-King, John Dagleish, Christopher Fairbank & Assembleia | 1:28    |  |
| 4.                                                                           | "Part of Your World (Reprise)"        | Ashman             | Bailey                                                             | 2:37    |  |
| 5.                                                                           | "Under the Sea"                       | Ashman             | Daveed Diggs & Elenco                                              | 3:04    |  |
| 6.                                                                           | "Wild Uncharted Waters"               | Lin-Manuel Miranda | Hauer-King                                                         | 2:59    |  |
| 7.                                                                           | "Poor Unfortunate Souls"              | Ashman Miranda     | Melissa McCarthy                                                   | 4:42    |  |
| 8.                                                                           | "For the First Time"                  | Miranda            | Bailey                                                             | 4:42    |  |
| 9.                                                                           | "Kiss the Girl"                       | Ashman Miranda     | Diggs, Awkwafina, Jacob Tremblay & Assembleia                      | 3:16    |  |
| 10.                                                                          | "The Scuttlebutt"                     | Miranda            | Awkwafina & Diggs                                                  | 3:16    |  |
| 11.                                                                          | "Eric's Decision"                     |                    | Menken                                                             | 2:21    |  |
| 12.                                                                          | "Vanessa's Trick"                     |                    | Menken                                                             | 1:03    |  |
| 13.                                                                          | "Part of Your World (Reprise II)"     |                    | Bailey                                                             | 1:33    |  |
| 14.                                                                          | "Kiss the Girl (Island Band Reprise)" |                    | Menken                                                             | 2:17    |  |
| 15.                                                                          | "Finale"                              |                    | Menken                                                             | 2:25    |  |
| 16.                                                                          | "Opening Title"                       |                    | Menken                                                             | 0:59    |  |
| 17.                                                                          | "Eric's Ship"                         |                    | Menken                                                             | 1:31    |  |
| 18.                                                                          | "Shipwreck Graveyard"                 |                    | Menken                                                             | 1:52    |  |
| 19.                                                                          | "Shark Attack"                        |                    | Menken                                                             | 1:32    |  |
| 20.                                                                          | "Dinglehopper"                        |                    | Menken                                                             | 1:36    |  |
| 21.                                                                          | "Ursula's Reveal"                     |                    | Menken                                                             | 1:29    |  |
| 22.                                                                          | "Ariel's Grotto"                      |                    | Menken                                                             | 0:45    |  |
| 23.                                                                          | "Shipwreck"                           |                    | Menken                                                             | 3:31    |  |
| 24.                                                                          | "The Rescue"                          |                    | Menken                                                             | 1:07    |  |
| 25.                                                                          | "Triton's Fury"                       |                    | Menken                                                             | 2:31    |  |
| 26.                                                                          | "Journey to Ursula"                   |                    | Menken                                                             | 1:54    |  |
| 27.                                                                          | "Ursula's Lair"                       |                    | Menken                                                             | 1:52    |  |
| 28.                                                                          | "Eric's Library"                      |                    | Menken                                                             | 1:24    |  |
| 29.                                                                          | "Carriage Ride"                       |                    | Menken                                                             | 2:35    |  |
| 30.                                                                          | "Marketplace"                         |                    | Menken                                                             | 1:42    |  |
| 31.                                                                          | "Ursula's Potion"                     |                    | Menken                                                             | 1:31    |  |
| 32.                                                                          | "Ariel Regains Her Voice"             |                    | Menken                                                             | 1:38    |  |
| 33.                                                                          | "The Sun Sets"                        |                    | Menken                                                             | 1:13    |  |
| 34.                                                                          | "Ursula Battle"                       |                    | Menken                                                             | 4:27    |  |
| 35.                                                                          | "Metamorphosis"                       |                    | Menken                                                             | 1:01    |  |
| 36.                                                                          | "The Kiss"                            |                    | Menken                                                             | 0:53    |  |
| 37.                                                                          | "Ariel's Goodbye"                     |                    | Menken                                                             | 1:22    |  |
| Duração total:                                                               | Duração total:                        | Duração total:     | Duração total:                                                     | 1:18:00 |  |

## Desempenho comercial

### Tabelas semanais
| Tabela musical (2023)              | Melhor posição |
| ---------------------------------- | -------------- |
| Belgian Albums (Ultratop Flanders) | 54             |
| New Zealand Albums (RMNZ)          | 32             |
| Spanish Albums (PROMUSICAE0        | 94             |
| UK Compilation Albums (OCC)        | 4              |
| UK Albom Downloads (OCC)           | 15             |
| UK Soundtrack Albums (OCC)         | 3              |
| US Billboard 200                   | 21             |
| US Top Soundtracks (Billboard)     | 1              |

## Edição brasileira
Telmo de Avelar, Marcelo Coutinho, Kiara Sasso e Mariana Elisabetsky adaptaram as canções, enquanto Felipe Sushi foi responsável pela direção musical.

### Lista de faixas
| A Pequena Sereia (2023 Trilha Sonora Original em Português) |                                       |                                         |                                                             |         |  |
| N.º                                                         | Título                                | Compositor(es)                          | Interpretada por                                            | Duração |  |
| 1.                                                          | "Triton's Kingdom"                    |                                         | Alan Menken                                                 | 2:32    |  |
| 2.                                                          | "Parte do Seu Mundo"                  | Menken Howard Ashman Telmo Perle Münch  | Laura Castro                                                | 3:34    |  |
| 3.                                                          | "A Sereia Vai Te Enfeitiçar"          | Menken Ashman                           | Ítalo Luiz, Glauco Marques, Carlos Campanile & Coro         | 1:28    |  |
| 4.                                                          | "Parte de Seu Mundo (Reprise)"        | Menken Ashman Münch Mariana Elisabetsky | Laura Castro                                                | 2:37    |  |
| 5.                                                          | "Aqui No Mar"                         | Menken Ashman Münch Elisabetsky         | Yuri Chesman & Elenco                                       | 3:04    |  |
| 6.                                                          | "No Fundo Dessas Águas"               | Menken Lin-Manuel Miranda Elisabetsky   | Ítalo Luiz                                                  | 2:59    |  |
| 7.                                                          | "Corações Infelizes"                  | Menken Ashman Miranda Münch Elisabetsky | Andrezza Massei                                             | 4:42    |  |
| 8.                                                          | "Tudo Tão Novo"                       | Menken Miranda Elisabetsky              | Laura Castro                                                | 4:08    |  |
| 9.                                                          | "Beije a Moça"                        | Menken Ashman Miranda                   | Yuri Chesman, Priscilla Concepcion, Pedro Burgarelli & Coro | 3:16    |  |
| 10.                                                         | "Zum Zum Zum"                         | Menken Miranda Elisabetsky              | Priscilla Concepcion & Yuri Chesman                         | 2:01    |  |
| 11.                                                         | "Eric's Decision"                     |                                         | Menken                                                      | 2:21    |  |
| 12.                                                         | "Vanessa's Trick"                     | Menken Elisabetsky                      | Menken                                                      | 1:03    |  |
| 13.                                                         | "Parte de Seu Mundo (Reprise II)"     | Menken Ashman Miranda Elisabetsky       | Laura Castro                                                | 1:33    |  |
| 14.                                                         | "Kiss the Girl (Island Band Reprise)" |                                         | Menken                                                      | 2:17    |  |
| 15.                                                         | "Finale"                              |                                         | Menken                                                      | 2:25    |  |
| Duração total:                                              | Duração total:                        | Duração total:                          | Duração total:                                              | 40:07   |  |

## Edição portuguesa
| A Pequena Sereia (2023 Banda Sonora Original em Português) |                                         |                                                    |         |  |
| N.º                                                        | Título                                  | Interpretada por                                   | Duração |  |
| 1.                                                         | "Reino do Tritão"                       | Alan Menken                                        | 2:32    |  |
| 2.                                                         | "Fora do Mar"                           | Soraia Tavares                                     | 3:34    |  |
| 3.                                                         | "Profundo Mistério do Mar"              | Ricardo Soler, Michel Simeão, Luis Barros & Elenco | 1:28    |  |
| 4.                                                         | "Fora do Mar (Reprise)"                 | Soraia Tavares                                     | 2:37    |  |
| 5.                                                         | "Aqui No Mar"                           | João Frizza & Elenco                               | 3:04    |  |
| 6.                                                         | "Águas Não Exploradas"                  | Ricardo Soler                                      | 2:29    |  |
| 7.                                                         | "Pobres Almas Tão Sós"                  | Tânia Alves                                        | 4:44    |  |
| 8.                                                         | "Nunca Antes"                           | Soraia Tavares                                     | 4:08    |  |
| 9.                                                         | "Vai Beijar"                            | João Frizza, Ana Cloe, Ricardo Lagartinho & Elenco | 3:16    |  |
| 10.                                                        | "Tagarelar"                             | Ana Cloe & João Frizza                             | 3:16    |  |
| 11.                                                        | "A Decisão do Eric"                     | Alan Menken                                        | 2:21    |  |
| 12.                                                        | "O Truque da Vanessa"                   | Alan Menken                                        | 1:03    |  |
| 13.                                                        | "Fora do Mar (Reprise II)"              | Soraia Tavares                                     | 1:33    |  |
| 14.                                                        | "Vai Beijar (Reprisa da Banda da Ilha)" | Alan Menken                                        | 2:17    |  |
| 15.                                                        | "Final"                                 | Alan Menken                                        | 2:25    |  |
| Duração total:                                             | Duração total:                          | Duração total:                                     | 40:09   |  |